# Lega Nazionale C 1997 (football americano)
La Lega Nazionale C 1997 è stata la 3ª edizione del campionato di football americano di terzo livello, organizzato dalla SAFV.

## Squadre partecipanti
| Club                 | Città     | Stadio | Sponsor ufficiale | Risultato nella stagione 1996 |
| -------------------- | --------- | ------ | ----------------- | ----------------------------- |
| Argovia Thunderbirds | Wohlen    |        |                   | Quinto posto LNB              |
| La Côte Scorpions    | Gland     |        |                   | Secondo posto                 |
| Monthey Rhinos       | Monthey   |        |                   | Primo posto                   |
| Olten River Rats     | Olten     |        |                   | Quarto posto                  |
| Schaffhausen Rams    | Sciaffusa |        |                   | Terzo posto                   |
| Wolfpack Vevey       | Vevey     |        |                   |                               |

## Stagione regolare

### Calendario

#### 1ª giornata
| 6 aprile 1997 | Argovia Thunderbirds | 22 – 2 | Wolfpack Vevey |  |

| 6 aprile 1997 | La Côte Scorpions | 6 – 6 | Monthey Rhinos |  |

| 6 aprile 1997 | Schaffhausen Rams | 6 – 12 | Olten River Rats |  |

#### 2ª giornata
| 13 aprile 1997 | Wolfpack Vevey | 44 – 0 | Schaffhausen Rams |  |

| 13 aprile 1997 | Olten River Rats | 0 – 18 | La Côte Scorpions |  |

| 13 aprile 1997 | Monthey Rhinos | 32 – 2 | Argovia Thunderbirds |  |

#### 3ª giornata
| 27 aprile 1997 | La Côte Scorpions | 21 – 6 | Wolfpack Vevey |  |

| 27 aprile 1997 | Argovia Thunderbirds | 45 – 0 | Schaffhausen Rams |  |

| 27 aprile 1997 | Olten River Rats | 0 – 38 | Monthey Rhinos |  |

#### 4ª giornata
| 4 maggio 1997 | Wolfpack Vevey | 54 – 0 | Olten River Rats |  |

| 4 maggio 1997 | Argovia Thunderbirds | 57 – 0 | La Côte Scorpions |  |

| 4 maggio 1997 | Schaffhausen Rams | 13 – 42 | Monthey Rhinos |  |

#### 5ª giornata
| 11 maggio 1997 | Monthey Rhinos | 12 – 14 | Wolfpack Vevey |  |

#### 6ª giornata
| 25 maggio 1997 | Monthey Rhinos | 56 – 0 | Olten River Rats |  |

| 25 maggio 1997 | Schaffhausen Rams | 10 – 22 | Argovia Thunderbirds |  |

| 25 maggio 1997 | Wolfpack Vevey | 10 – 30 | La Côte Scorpions |  |

#### 7ª giornata
| 1º giugno 1997 | Schaffhausen Rams | 7 – 32 | La Côte Scorpions |  |

| 1º giugno 1997 | Argovia Thunderbirds | 6 – 12 | Monthey Rhinos |  |

| 1º giugno 1997 | Olten River Rats | 6 – 48 | Wolfpack Vevey |  |

#### 8ª giornata
| 8 giugno 1997 | La Côte Scorpions | 57 – 0 | Schaffhausen Rams |  |

#### 9ª giornata
| 15 giugno 1997 | Wolfpack Vevey | 34 – 38 | Argovia Thunderbirds |  |

| 15 giugno 1997 | La Côte Scorpions | 26 – 0 | Olten River Rats |  |

| 15 giugno 1997 | Monthey Rhinos | 57 – 0 | Schaffhausen Rams |  |

#### 10ª giornata
| 22 giugno 1997 | Olten River Rats | 7 – 30 | Argovia Thunderbirds |  |

### Classifica
La classifica della regular season è la seguente:
- PCT = percentuale di vittorie, G = partite giocate, V = partite vinte, N = partite pareggiate, P = partite perse, PF = punti fatti, PS = punti subiti
- La qualificazione ai playoff è indicata in verde

| Pos. | Squadra              | PCT  | G | V | N | P | PF  | PS  |
| ---- | -------------------- | ---- | - | - | - | - | --- | --- |
| 1    | Monthey Rhinos       | .813 | 8 | 6 | 1 | 1 | 255 | 41  |
| 2    | La Côte Scorpions    | .813 | 8 | 6 | 1 | 1 | 190 | 86  |
| 3    | Argovia Thunderbirds | .750 | 8 | 6 | 0 | 2 | 222 | 97  |
| 4    | Wolfpack Vevey       | .500 | 8 | 4 | 0 | 4 | 212 | 129 |
| 5    | Olten River Rats     | .125 | 8 | 1 | 0 | 7 | 25  | 276 |
| 6    | Schaffhausen Rams    | .000 | 8 | 0 | 0 | 8 | 36  | 311 |

## Playoff
| 29 giugno 1997 | La Côte Scorpions | 9 – 10 | Argovia Thunderbirds |  |

| 29 giugno 1997 | Monthey Rhinos | 26 – 2 | Wolfpack Vevey |  |

## Playoff promozione
| 6 luglio 1997 | Monthey Rhinos | 8 – 14 | Winterthur Warriors |  |

## Verdetti
- Monthey Rhinos e  La Côte Scorpions  Campioni Lega Nazionale C 1997